# آسنه سیستاد
آسنه سیستاد (انگلیسی: Åsne Seierstad؛ زاده ۱۰ فوریهٔ ۱۹۷۰) یک خبرنگار، پدیدآور، و نویسنده اهل نروژ است.